# Pauvres
Pauvres är en kommun i departementet Ardennes i regionen Grand Est (tidigare regionen Champagne-Ardenne) i nordöstra Frankrike. Kommunen ligger  i kantonen Machault som ligger i arrondissementet Vouziers. År 2022 hade Pauvres 198 invånare.

## Befolkningsutveckling
Antalet invånare i kommunen Pauvres
Referens: INSEE